# پاراکریستال
پاراکریستال یا پاراکریستال هوسمان (به انگلیسی: Hosemann paracrystal) مدلی برای ساختار بلوری مواد است.
در سال ۱۹۵۰ هوسمان مفهوم پاراکریستالی را برای توصیف ساختار موادی که نظمی مابین نظم کامل (کریستال‌های ایده‌آل) و بی‌نظمی کامل (مواد آمورف) دارند، مطرح کرد. این مدل بی‌نظمی آماری در شبکه بلوری را توسط چند پارامتر که تعدادشان درجهٔ پاراکریستالی شبکه نامیده می‌شود، بیان می‌کند.